# Кастайньос, Люк
Люк Кастайньос (нидерл. Luc Castaignos; 27 сентября 1992, Схидам, Нидерланды) — нидерландский футболист, нападающий немецкого клуба «Магдебург».

## Биография

### Клубная карьера
Его отец родом из пригорода Бордо, а мать итальянка из Кабо-Верде. В 1990 году они переехали в Схидам. Когда Люку исполнилось 6 лет он начал заниматься в местном клуб «Эксельсиор». В 13 лет он отправился на просмотр в фарм-клуб «Фейеноорд» — роттердамскую «Спарту», после тренировался в самом «Фейеноорде».
30 октября 2008 года он подписал свой первый профессиональный контракт. После того как он удачно выступил на юношеском чемпионате Европы до 17 лет в 2009 году, Люком стали интересоваться европейские клубы — «Арсенал», «Ливерпуль», «Манчестер Юнайтед», «Реал Мадрид», «Интернационале», «Бавария» и «Хоффенхайм».
В высшем дивизионе Нидерландов дебютировал 28 февраля 2010 года в выездном матче против «Гронингена» (2:3), Кастайньос вышел на 82 минуте вместо Йон-Даль Томассона. В сезоне 2009/10 он сыграл всего 3 матча, «Фейеноорд» по итогам чемпионата занял 4-е место.
Из-за финансовых проблем клуба перед началом сезона 2010/11 и ухода поэтому лидеров команды Кастайньос стал основным игроком. По ходу сезона «Фейеноорд» выступает неудачно, в Лиге Европы команда вылетела после проигрыша бельгийскому «Генту» (2:1 по сумме двух матчей), в Эредивизи команда находится в низу таблицы. Также в матче против принципиального соперника ПСВ (10:0), команда проиграла с самым крупным счётом в своей истории.
В начале декабре 2010 года появилась информация о том, что Кастайньос может перейти в итальянский «Интернационале». Также вскоре появилось сообщения о том, что «Интер» всё же купил Кастайньоса за 6.5 миллионов евро и вторую половину сезона 2010/11 он проведёт на правах аренды.
В конце июля Кастайньос перешёл в «Интернационале». Свой первый гол за итальянский гранд, нидерландский футболист забил в матче против Сиены. Выйдя на замену на 46-й минуте, за минуту до конца основного времени, Костаньос вырвал победу для своей команды
В конце июля 2012 года Люк вернулся в Нидерланды, заключив четырёхлетний контракт с «Твенте».
30 июня 2015 года Кастайньос перешёл во франкфуртский «Айнтрахт», подписав контракт на три года.

### Карьера в сборной
В возрасте 15-ти лет дебютировал в юношеской сборной Нидерландов до 17 лет в товарищеском матче против Испании (0:0).
Кастайньос вместе со сборной до 17 лет поехал на юношеский чемпионат Европы 2009 в Германии. В своей группе Нидерланды заняли 2-е место, уступив Германии и обогнав Турцию и Англию. В полуфинале его команда победила Швейцарию (1:2). В финале в овертайме Нидерланды проиграли хозяйке Германии (1:2). Люк Кастайньос стал лучшим бомбардиром турнира, вместе немцем Леннартом Ти он забил 3 мяча.
Кастайньос также участвовал в чемпионате мира для игроков не старше 17 лет 2009 в Нигерии. Тогда нидерландцы заняли 3-е место в группе уступив Ирану и Колумбии и обогнав Гамбию. На мундиале он провёл все 3 матча и в поединке против Гамбии (2:1), Кастайньос забил гол.
В июле 2010 года принял участие в юношеском чемпионате Европы до 19 лет, турнир проходил во Франции. Нидерланды в своей группе заняли последнее 4-е место уступив Австрии, Англии и Франции. Кастайньос провёл все 3 матча.

## Достижения

### Командные
- Финалист юношеского чемпионата Европы до 17 лет: 2009

### Личные
- Лучший бомбардир юношеского чемпионата Европы до 17 лет: 2009

## Стиль игры
Его часто сравнивают с известным французским футболистом Тьерри Анри. Кастайньос может успешно сыграть в отборе. Его недостатки — неумение играть головой и стартовая скорость. Одним из его козырей является умение находить позицию для удара, открываться для партнёров.

## Статистика
| Сезон   | Клуб      | Лига                        | Чемпионат | Чемпионат | Кубок | Кубок | Супер кубок | Супер кубок | Еврокубки | Еврокубки |
| Сезон   | Клуб      | Лига                        | Игры      | Голы      | Игры  | Голы  | Игры        | Голы        | Игры      | Голы      |
| ------- | --------- | --------------------------- | --------- | --------- | ----- | ----- | ----------- | ----------- | --------- | --------- |
| 2009/10 | Фейеноорд | Высший дивизион Нидерландов | 3         | 0         | 1     | 0     |             |             |           |           |
| 2010/11 | Фейеноорд | Высший дивизион Нидерландов | 18        | 6         | 1     | 0     |             |             | 2         | 0         |
| 2011/12 | Интер     | Серия A                     | 4         | 1         |       |       | 1           | 0           |           |           |